# Товарищи потомки
«Товарищи потомки» — документальный телевизионный фильм-композиция 1968 года по произведениям Владимира Маяковского, рассказывает об истории становления Советского государства.

## Содержание
В центре фильма — образ В.И. Ленина. Звучат произведения Владимира Маяковского: «Владимир Ильич Ленин», «Во весь голос», «150 000 000», «Разговор с товарищем Лениным», «Юбилейное», «Послушайте!» и др. Использованы материалы Государственного киноархива, Института марксизма-ленинизма при ЦК КПСС и музея-квартиры Владимира Маяковского.

## Создатели
- Автор сценария, режиссёр-оператор: Юрий Белянкин
- Ведущий: Алексей Консовский